# 스자허 문화

스자허 문화의 범위

스자허 문화(중국어: 石家河文化, 병음: shíjiāhé  wénhuà Shijiahe culture[*], 기원전 2500년경 - 기원전 2000년경)는 중국 장강 중류, 현재의 중화인민공화국의 후베이성 부근에서 발견된 신석기 시대 후기의 문화이며, 장강 유역에서 최초의 도시 유적을 남겼다.

## 개요
같은 지역의 취자링 문화를 계승한 스자허 문화는 취자링 문화와 같은 것으로 간주하는 경우도 있지만, 환호집락에서 발전하여 대규모 성곽도시가 축조되고 있어 성곽도시를 쌓아 올린 시점에서 취자링 문화와 구별되고 있다. 취자링 문화의 특징적인 유물인 채색 방추차(spindle-whorls)도 계승하고 있다. 회도 등의 도기나 도제의 인물상(토우), 비취 구슬 제품도 보다 발달한 제조법으로 전승되었다. 또 동광석이나 구리 제품도 스자허 문화의 유적에서 발견되고 있다.
표식 유적인 스자허 유적은 후베이성의 성 직할시 톈먼 시의 스자허에서 발견되었다. 유적의 상층부는 취자링 문화에 속하한다. 스자허 유적은 120만 m2의 넓이를 가지는 성곽도시에서 주위는 굴과 판축으로 완성된 성벽으로 둘러싸여 있어 거의 정사각형의 형상을 이루며 남북 1.3 km, 동서로 1.1 km 정도로 만들어져 있어, 이 지역의 중심 도시였던 것을 추측할 수 있다. 또 취락도 타원형이나 사각형의 환호집락으로 확장되었던 시대임을 알 수 있다.

## 같이 보기
- 중국의 신석기 문화 목록
- 장강 문명
- 취자링 문화